# Östfibi
Östfibi (Sayornis phoebe) är en nordamerikansk fågel i familjen tyranner inom ordningen tättingar.

## Kännetecken

### Utseende
Östfibin är en 14-17 centimeter lång tyrann, rätt satt, storhövdad och med medellång stjärt och kort, tunn näbb. Ovansidan är brungrå, undersidan smutsvit, sotfärgad på bröstsidorna. Huvudet är mörkaste delen av kroppen. I fräsch höstdräkt syns en gulanstrykning på buken och vita kanter på vingfjädrarna.

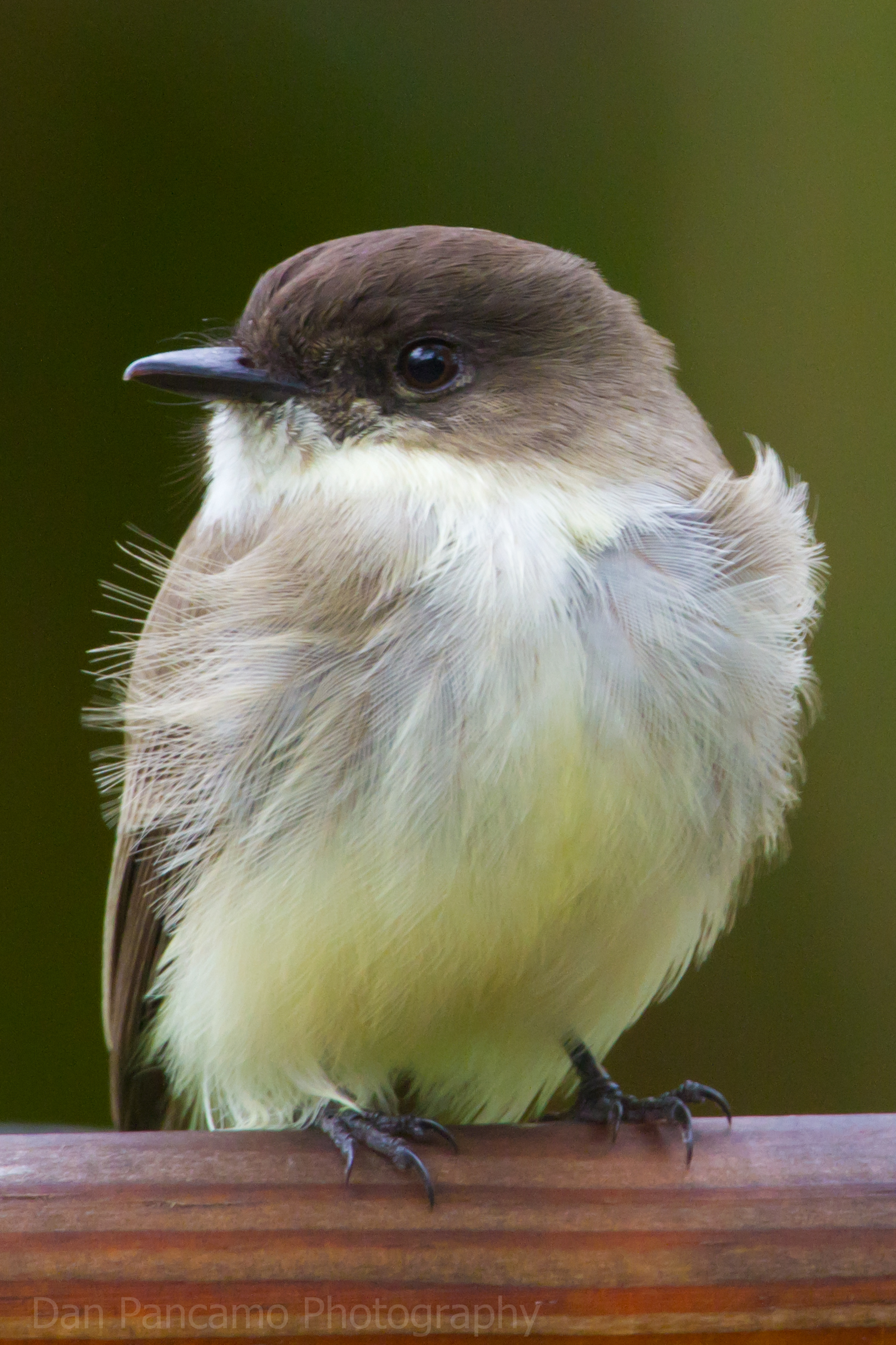
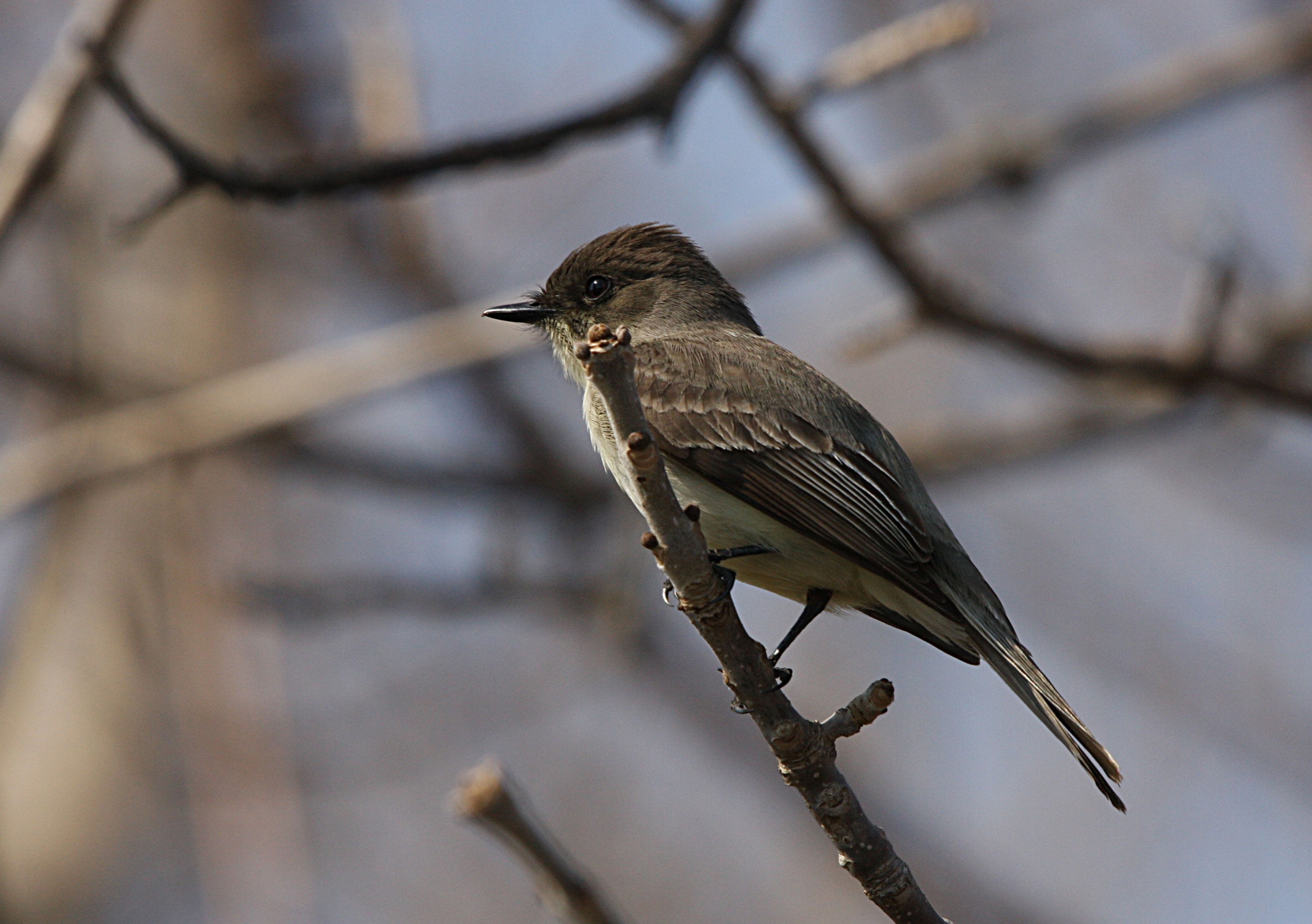
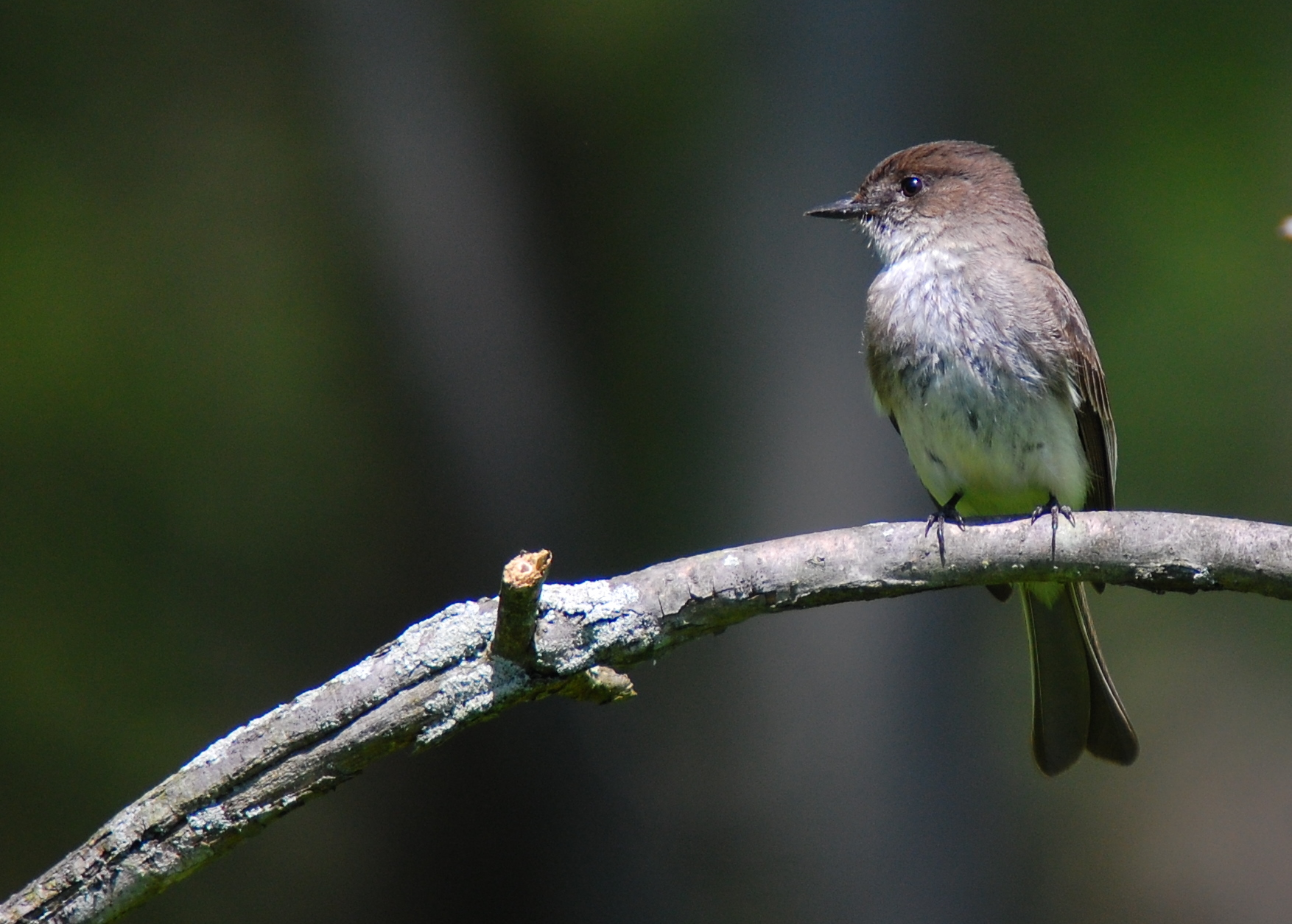

### Läten
Sången är ett mycket kort, raspigt och tvådelat fii-bii, som gett arten dess namn. Den sjunger också en variant där den skjuter in en stamning eller två mellan stavelserna. Lätet är ett mjukt tjipp. Som varningssignal till inkräktare eller predatorer kan den också höras slå ihop näbben.

## Utbredning och systematik
Fågeln häckar i östra Kanada och USA, och övervintrar så långt söderut som sydöstra Mexiko. Den 24 och 25 april 1987 observerades en östfibi i Storbritannien, i Lundy, Devon. Den behandlas som monotypisk, det vill säga att den inte delas in i några underarter.

Östfibins utbredningsområde, där rött är häckningsområde och blått övervintringsområde.

## Levnadssätt
Östfibin återfinns i öppna skogsområden, skogskanter och parker, framför allt nära vatten. Den ses sitta på taggtrådar eller lågt i ett träd varifrån den gör korta utfall för att fånga insekter för att sedan återvända till samma sittplats. Karakteristiskt är beteendet att konstant vippa stjärten upp och ned. Den är en enstöring som sällan sällskapar med andra individer. Häckande par tillbringar inte mycket tid tillsammans och när honan ligger på ägg kan hon till och med jaga bort hanen.

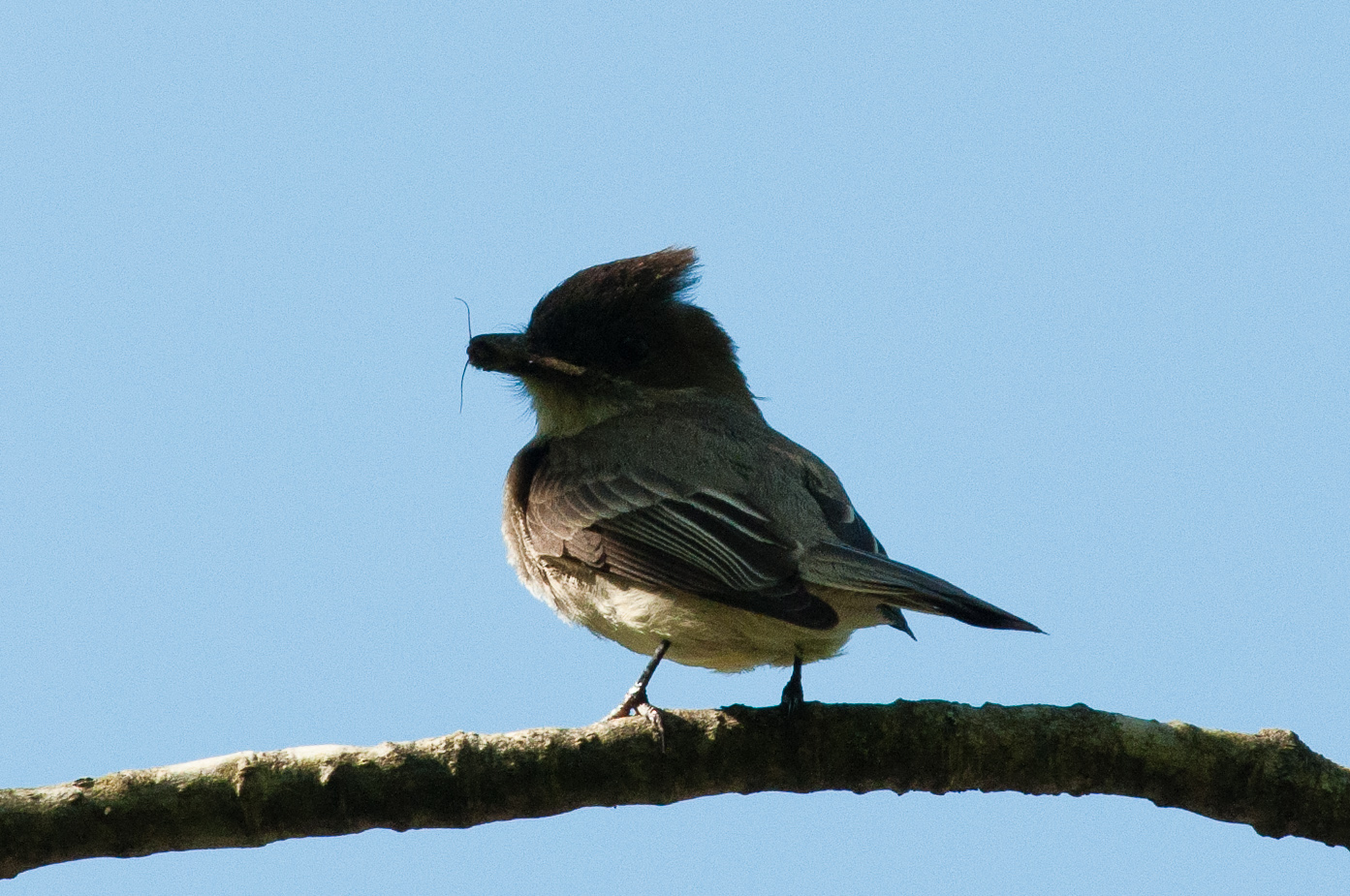
Östfibi med nyfångad insekt.

### Häckning
Ursprungligen häckade östfibin i klippskrevor, men idag nästan uteslutande nära människan där den placerar sitt bo under en avsats eller kant på en byggnad eller en bro, vanligtvis högst fem meter ovan mark, men har vid några få tillfällen även häckat under marken i en brunn eller cistern.
Endast honan bygger boet av lera, mossa och löv blandat med gräs och djurhår, ett arbete som tar fem till 14 dagar. Olikt de flesta fåglar kan östfibin återanvända samma bo från år till år. ladusvalor tar gärna över gamla fibibon, medan fibin själv kan använda gamla svalbon eller bon tillhörande vandringstrast. Honan lägger en till två kullar med två till sex vita, ibland rödfläckade, ägg som ruvas i 15-16 dagar. Ungarna är flygga 16-20 dagar efter kläckning.

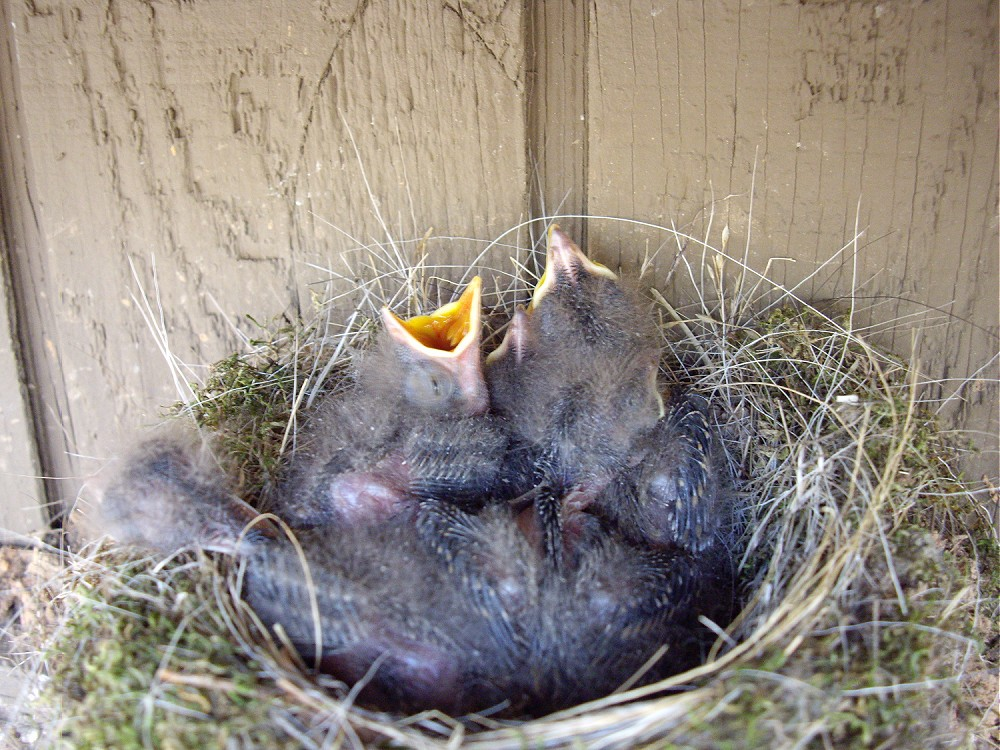
Ungfåglar i ett bo i Norman, Oklahoma.

### Flyttning
Östfibin är en härdig fågel som övervintrar längre norrut än andra tyranner och är en av de tidigaste vårfåglarna att återvända. Vintertid ses den i lövskog, oftare nära öppningar och kanter än inne i obruten skog.

## Status och hot
Arten har ett stort utbredningsområde och en stor population, och tros öka i antal. Utifrån dessa kriterier kategoriserar internationella naturvårdsunionen IUCN arten som livskraftig (LC). Världspopulationen uppskattas till 32 miljoner häckande individer.

## Namn
Arten har på svenska även kallats grå fibi och östlig fibi. Fibi är ljudhärmande.

## Övrigt
1804 blev östfibin den allra första ringmärkta fågeln i Nordamerika när John James Audubon satte en silvertråd på en infångad fågels ben för att kunna spåra den följande år.